# シャラントネー
シャラントネー（仏: Charantonnay）は、フランスのオーヴェルニュ＝ローヌ＝アルプ地域圏、イゼール県に属するコミューン。

## 地理
県都グルノーブルから北西に60kmほどいった、県西部の田園地帯に位置する。市街地はまとまっており、その西に幹線道路のD518が南北に通る。北東でボヌファミーユと、東でアルタと、南西でボーヴォワール＝ド＝マルクと、北西でサン＝ジョルジュ＝デスペサンシュとそれぞれ接する。

## 行政
- 首長 - マリー＝ジャンヌ・シェスノー（Marie-Jeanne Chesneau）

議会は首長も含めて19人で構成される。

## 人口の推移[1]
| 1962年 | 1968年 | 1975年 | 1982年 | 1990年 | 1999年 | 2006年 | 2007年 |
| ------ | ------ | ------ | ------ | ------ | ------ | ------ | ------ |
| 446    | 447    | 557    | 881    | 1411   | 1555   | 1750   | 1802   |